# Eparchia di Rossoš'
L'eparchia di Rossoš' (in russo Россошанская епархия?) è una diocesi della Chiesa ortodossa russa, appartenente alla metropolia di Voronež.

## Territorio
L'eparchia comprende i rajon Bogučarskij, Verchnemamonskij, Vorob'ëvskij, Kalačeevskij, Kamenskij, Kantemirovskij, Ol'chovatskij, Ostrogožskij, Pavlovskij, Petropavloskij, Podgorenskij, Rep'ëvskij e Rossošanskij nella oblast' di Voronež nel circondario federale centrale.
Sede eparchiale è la città di Rossoš', dove si trova la cattedrale di Sant'Elia.
L'eparca ha il titolo ufficiale di «eparca di Rossoš' e Ostrogožsk».

## Storia
L'eparchia è stata eretta dal Santo Sinodo della Chiesa ortodossa russa il 25-26 dicembre 2013, ricavandone il territorio dall'eparchia di Voronež.